# Спортсмен года по версии газеты «Советский спорт»
Спортсмен года (или Лучший спортсмен года) - ежегодная награда, созданная в 2001 года редакцией газеты «Советский спорт». 
Первым обладателем приза стал пловец Роман Слуднов. Среди других претендентов на звание были Руслан Нигматуллин (отставший всего на один балл), Станислав Поздняков, Евгений Кафельников, Андрей Разин и Костя Цзю. 
С 2020 по 2022 года награда не присуждалась. 
Долгое время лучшего спортсмена года определяла редакционная коллегия «Советского спорта». В 2023 году, когда газета была перезапущена, в выборе лучшего спортсмена принимали участие читатели в социальных сетях.

## Список
| Год       | Имя и фамилия спортсмена | Вид спорта                |
| --------- | ------------------------ | ------------------------- |
| 2001      | Роман Слуднов            | плавание                  |
| 2002      | Алексей Ягудин           | фигурное катание          |
| 2003      | Александр Попов          | плавание                  |
| 2004      | Мария Шарапова           | теннис                    |
| 2005      | Даниэль Карвальо         | футбол                    |
| 2006      | Евгений Дементьев        | лыжи                      |
| 2007      | Андрей Кириленко         | баскетболл                |
| 2008      | Елена Исинбаева          | прыжки с шестом           |
| 2009      | Илья Ковальчук           | хоккей                    |
| 2010      | Екатерина Гамова         | волейбол                  |
| 2011      | Евгения Канаева          | художественная гимнастика |
| 2012      | Евгений Малкин           | хоккей                    |
| 2013      | Елена Исинбаева          | прыжки с шестом           |
| 2014      | Виктор Ан                | шорт-трек                 |
| 2015      | Павел Кулижников         | конькобежный спорт        |
| 2016      | Яна Егорян               | фехтование                |
| 2017      | Евгений Малкин           | хоккей                    |
| 2018      | Антон Чупков             | плавание                  |
| 2019      | Артём Дзюба              | футбол                    |
| 2020-2022 | награда не присуждалась  |                           |
| 2023      | Ислам Махачев            | смешанные единоборства    |
| 2024      | Абдулрашид Садулаев      | вольная борьба            |

## Примечание
1. ↑  Уважаем историю и ценим настоящее. «Советский спорт» вернул премию «Лучший спортсмен года». Советский спорт. Дата обращения: 5 августа 2025.

## См также
- Человек года
- Футболист года в России (по версии еженедельника «Футбол»)